# Irácký dinár
Irácký dinár (arabsky دينار عراقي, kurdsky دیناری عێراقی) je zákonným platidlem v Iráku. Mezinárodní ISO kód dináru je IQD. Název „dinár“ má irácká měna společný s několika dalšími státy v jihovýchodní Evropě, Blízkém východě a severní Africe. Jedna tisícina dináru nese název fil, ale vzhledem k nízké kupní hodnotě měny se v oběhu žádné mince filů nevyskytují.

## Historie
Po první světové válce, před zavedením dináru (1932) se v Iráckém království pod britskou správou používala indická rupie. Po vyhlášení nezávislého Iráckého království byla rupie nahrazena dinárem. Kvůli sankcím uvaleným na Irák Spojenými státy a mezinárodním společenstvím po válce v Zálivu (1991) spolu s nadměrným vládním tiskem nových bankovek měna rychle devalvovala. V roce 2003 Irácká centrální banka stáhla z oběhu všechny do té doby platné mince a bankovky a zavedla novou řadu oběživa s lepšími bezpečnostními prvky proti padělání.

## Mince a bankovky
Mince v oběhu mají nominální hodnoty 25, 50 a 100 dinárů. Bankovky mají nominální hodnoty 	250, 500, 1.000, 5.000, 10.000, 25.000 a 50.000 dinárů.